# أحمد سامح فريد
الأستاذ الدكتور أحمد سامح فريد هو طبيب وأستاذ جامعي مصري، شغل منصب وزير الصحة لفترة وجيزة في أعقاب ثورة 25 يناير خلفًا للدكتور حاتم الجبلي، وذلك في الفترة من 30 يناير إلى 21 فبراير 2011، وكان قد شغل قبلها منصب عميد كلية طب قصر العيني في الفترة من 2005 إلى 2011.